# Macrostylis setifer
Macrostylis setifer là một loài chân đều trong họ Macrostylidae. Loài này được Menzies miêu tả khoa học năm 1962.